# 창원광장
창원광장(昌原廣場)은 대한민국 경상남도 창원시에 위치한 광장이다. 평시에는 야외시설과 시민들을 위한 휴식공원으로 사용되나 전시에는 광장지하에 있는 방공호에서 정부청사역할을 한다. 그 옆의 큰 8차선 대로도 전시에는 전투기활주로로 사용된다.